# Vernon, Arizona
Vernon är en ort i Apache County i delstaten Arizona, USA.